# Hypericum myricariifolium
Hypericum myricariifolium ist eine Pflanzenart aus der Familie der Johanniskrautgewächse. Die Art ist endemisch in Kolumbien, wo sie im Volksmund als „Chite“ bezeichnet wird.

## Beschreibung

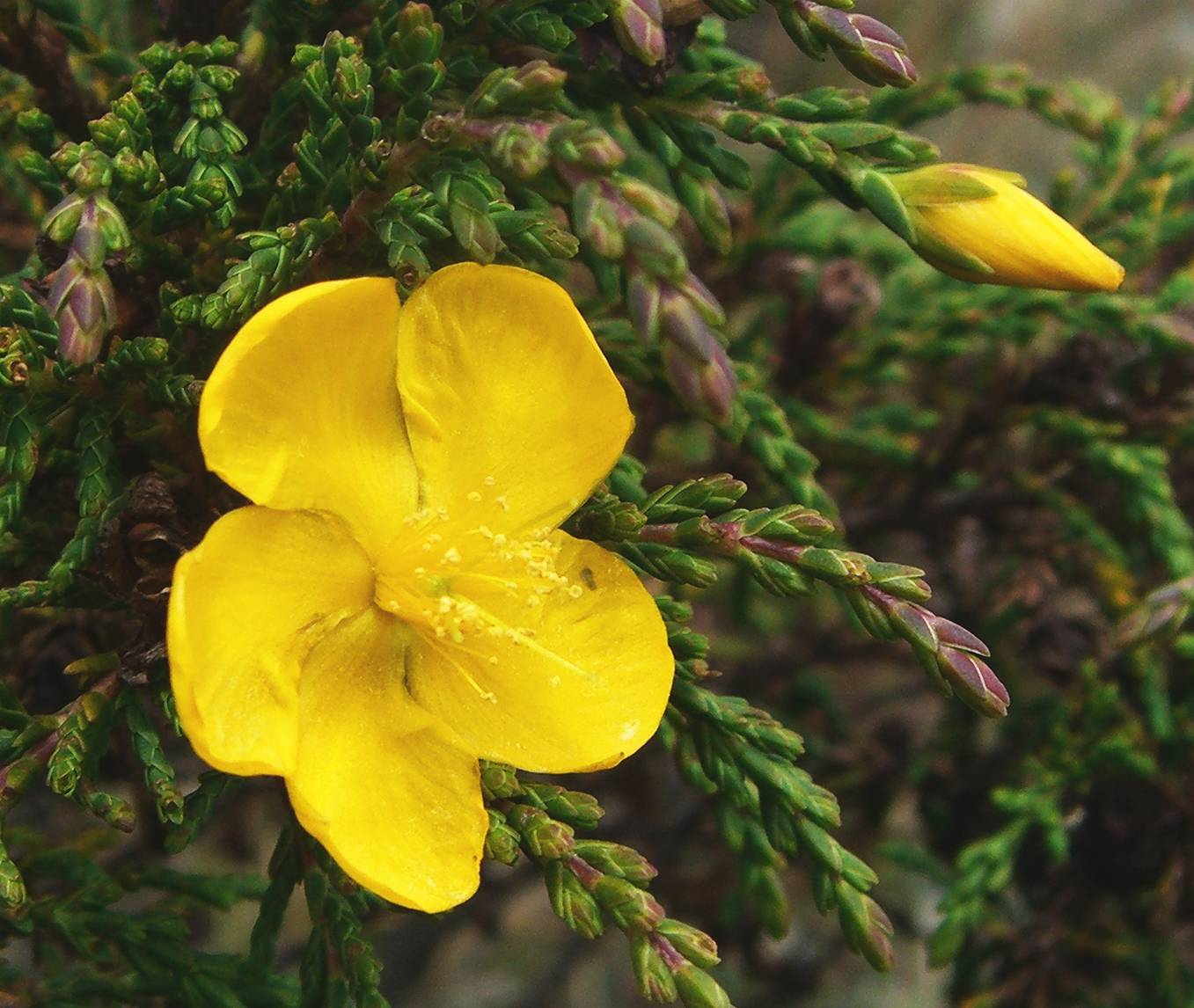
Detail der Blüte und der Blätter

Hypericum myricariifolium ist ein Strauch der eine Höhe zwischen einem und drei Metern erreicht. Der Stamm ist aufgerichtet und verästelt sich weiter oben diffus. Die Zweige hängen dabei an ihrem Ende pendelartig. Die Blattspreite der ungestielten und enganliegenden Blätter ist circa 1,2 - 2 Millimeter lang und 0,8 - 1,2 Millimeter breit. Ihre Form ist kanuartig oval, wobei die trockenen Ränder leicht membranartig durchscheinend wirken. Die Spitze des Blattes ist stumpfwinklig. Die 3,6 - 4,8 Millimeter langen und 1,6 - 2,4 Millimeter breiten ovalen bis elliptischen Kelchblätter sind ebenso stumpfwinklig und haben einen trocken, mebranösen, durchscheinenden Rand. Die Kronblätter messen 1,3 - 1,7 Zentimeter in der Länge mal 0,7 - 1 Zentimeter in der Breite und sind an der Spitze leicht schräg bis stumpfwinklig. Der Fruchtknoten ist drei bis vier Millimeter groß, wobei der aufsetzende Griffel fünf Millimeter misst. Die Narbe ist kopfförmig. Die Früchte erreichen Größen zwischen sechs und sieben Zentimetern. Die Blütezeit reicht von April bis September, woran sich von November bis Februar die Fruchtreife anschließt.

## Verbreitung
Die Art ist endemisch in Kolumbien. In ihrem Lebensraum, dem Páramo, tritt sie meist in Gesellschaft von Hypericum thuyoides, Diplostephium alveolatum und Senecio formosus auf. Sie wächst in Höhenlagen von rund 3700 bis 3800 Meter.

## Botanische Geschichte
Die Art wurde 1895 von Georg Hans Emmo Wolfgang Hieronymus erstbeschrieben, das Art-Epitheton heißt so viel wie rispelstrauchblättrig und verweist auf die Blattform Ähnlich Myricaria.